# Cymothoe misa
Cymothoe misa är en fjärilsart som beskrevs av Embrik Strand 1910. Cymothoe misa ingår i släktet Cymothoe och familjen praktfjärilar. Inga underarter finns listade i Catalogue of Life.